# 36e cérémonie des British Academy Film Awards
Pour la cérémonie des BAFTAs récompensant la télévision, voir la 30e cérémonie des British Academy Television Awards.
La 36e cérémonie des British Academy Film Awards, organisée par la British Academy of Film and Television Arts, s'est déroulée en 1983 et a récompensé les films sortis en 1982.

## Palmarès

### Meilleur film
- Gandhi
  - La Maison du lac (On Golden Pond)
  - Missing
  - E.T. l'extra-terrestre (E.T.: The Extra-Terrestrial)

### Meilleur réalisateur
- Richard Attenborough pour Gandhi
  - Costa-Gavras pour Missing
  - Steven Spielberg pour E.T. l'extra-terrestre (E.T.: The Extra-Terrestrial)
  - Mark Rydell pour La Maison du lac (On Golden Pond)

### Meilleur acteur
- Ben Kingsley pour le rôle de Gandhi dans Gandhi
  - Henry Fonda pour le rôle de Norman Thayer Jr. dans La Maison du lac (On Golden Pond)
  - Jack Lemmon pour le rôle d'Ed Horman dans Missing
  - Warren Beatty pour le rôle de John Silas Reed dans Reds
  - Albert Finney pour le rôle de George Dunlap dans L'Usure du temps (Shoot the Moon)

### Meilleure actrice
- Katharine Hepburn pour le rôle d'Ethel Thayer dans La Maison du lac (On Golden Pond)
  - Diane Keaton pour le rôle de Louise Bryant dans Reds
  - Jennifer Kendal pour le rôle de Miss Violet Stoneham dans 36 Chowringhee Lane
  - Sissy Spacek pour le rôle de Beth Horman dans Missing

### Meilleur acteur dans un second rôle
- Jack Nicholson pour le rôle d'Eugene O'Neill dans Reds
  - Edward Fox pour le rôle du général Dyer dans Gandhi
  - Roshan Seth pour le rôle de Pandit Jawaharlal Nehru dans Gandhi
  - Frank Finlay pour le rôle de William Grey dans The Return of the Solider

### Meilleure actrice dans un second rôle
(ex æquo)
- Maureen Stapleton pour le rôle d'Emma Goldman dans Reds
- Rohini Hattangadi pour le rôle de Kasturba Gandhi dans Gandhi
  - Jane Fonda pour le rôle de Chelsea Thayer Wayne dans La Maison du lac (On Golden Pond)
  - Candice Bergen pour le rôle de Margaret Bourke-White dans Gandhi

### Meilleur scénario
- Missing – Costa-Gavras et Donald E. Stewart
  - E.T. l'extra-terrestre (E.T.: The Extra-Terrestrial) – Melissa Mathison
  - Gandhi – John Briley
  - La Maison du lac (On Golden Pond) – Ernest Thompson

### Meilleure direction artistique
- Blade Runner – Lawrence G. Paull
  - Reds – Richard Sylbert
  - Gandhi – Stuart Craig
  - E.T. l'extra-terrestre (E.T.: The Extra-Terrestrial) – James D. Bissell

### Meilleurs costumes
- Blade Runner
  - Reds
  - Gandhi
  - Meurtre dans un jardin anglais (Draughtsman's Contract)

### Meilleurs maquillages et coiffures
- La Guerre du feu (Quest for Fire)
  - E.T. l'extra-terrestre (E.T.: The Extra-Terrestrial)
  - Blade Runner
  - Gandhi

### Meilleure photographie
- Blade Runner – Jordan Cronenweth
  - Gandhi – Billy Williams et Ronnie Taylor
  - E.T. l'extra-terrestre (E.T.: The Extra-Terrestrial) – Allen Daviau
  - Reds – Vittorio Storaro

### Meilleur montage
- Missing – Françoise Bonnot
  - E.T. l'extra-terrestre (E.T.: The Extra-Terrestrial) – Carol Littleton
  - Blade Runner – Terry Rawlings
  - Gandhi – John Bloom

### Meilleurs effets visuels
- Poltergeist
  - Tron
  - Blade Runner
  - E.T. l'extra-terrestre (E.T.: The Extra-Terrestrial)

### Meilleur son
- The Wall (Pink Floyd The Wall)
  - Gandhi
  - E.T. l'extra-terrestre (E.T.: The Extra-Terrestrial)
  - Blade Runner

### Meilleure musique de film
- E.T. l'extra-terrestre (E.T.: The Extra-Terrestrial) – John Williams
  - Gandhi – Ravi Shankar et George Fenton
  - Missing – Vangelis
  - Blade Runner – Vangelis

### Meilleure chanson originale
- Another Brick in the Wall de Roger Waters (interprétée par Roger Waters et David Gilmour) – The Wall (Pink Floyd the Wall)
  - Eye of the Tiger de Jim Peterlike et Frank Sullivan (interprétée par Survivor) – Rocky 3 : L'Œil du tigre (Rocky III)
  - One More Hour de Randy Newman (interprétée par Randy Newman) – Ragtime
  - Tomorrow de Charles Strouse et Martin Charnin (interprétée par Alicia Morton) – Annie

### Meilleur film en langue étrangère
- Le Christ s'est arrêté à Eboli (Cristo si è fermato a Eboli) •  Italie
  - Das Boot •  Allemagne de l'Ouest
  - Fitzcarraldo •  Allemagne de l'Ouest
  - Diva •  France

### Meilleur film documentaire
Flaherty Documentary Award.
- Burden of Dreams – Les Blank
  - The Atomic Café – Kevin Rafferty, Jayne Loader et Pierce Rafferty
  - The Weavers: Wasn't That a Time – Jim Brown
  - C'est surtout pas de l'amour : un film sur la pornographie – Bonnie Sherr Klein

### Meilleur court-métrage
- The Privilege – Ian Knox
  - The Rocking Horse Winner – Robert Bierman
  - Rating Notman – Carlo Gebler
  - A Shocking Accident – James Scott

### Meilleur court-métrage d'animation
- Dreamland Express – David Anderson
  - Sound Collector – Lynn Smith
  - Some of your bits ain't nice – Richard Taylor

### Meilleur nouveau venu dans un rôle principal
- Ben Kingsley – Gandhi
  - Drew Barrymore – E.T. l'extra-terrestre (E.T.: The Extra-Terrestrial)
  - Henry Thomas – E.T. l'extra-terrestre (E.T.: The Extra-Terrestrial)
  - Kathleen Turner – La Fièvre au corps (Body Heat)

### Meilleure contribution au cinéma britannique
Michael Balcon Award.
- Arthur Wooster

### Fellowship Award
Prix d'honneur de la BAFTA, récompense la réussite dans les différentes formes du cinéma.
- Richard Attenborough

## Récompenses et nominations multiples

### Nominations multiples
Films
 16  : Gandhi
 12  : E.T. l'extra-terrestre
 8  : Blade Runner
 7  : Missing, Reds
 6  : La Maison du lac
 2  : The Wall
Personnalités
 2  : Ben Kingsley, Vangelis

### Récompenses multiples
Légende : Nombre de récompenses/Nombre de nominations
Films
 5 / 16  : Gandhi
 3 / 8  : Blade Runner
 2 / 2  : The Wall
 2 / 7  : Missing, Reds
Personnalités
 2 / 2  :  Ben Kingsley

### Les grands perdants
1 / 12  : E.T. l'extra-terrestre